# Color imaginario

Las curvas normales de sensibilidad espectral de tres tipos de conos que miden el espacio de color visto por el ser humano.

Los colores imaginarios, irrealizables, o no físicos son puntos en un espacio de color que corresponde a la combinación de las respuestas de los conos oculares que no puede ser producido por cualquier espectro de luz (no negativo). Así mismo, ningún objeto puede tener un color imaginario, y los colores imaginario no puede ser visto bajo circunstancias normales. Sin embargo, son muy usados en las teorías matemáticas para definir espacios de color.
Los conos de la curva de sensibilidad espectral de longitud de onda mediana («M») coinciden con los de las longitudes de onda corta («S») y larga («L»). La luz de cualquier longitud de onda que interactúa con los conos M también pueden interactuar con los conos S y L, o ambos, hasta cierto punto. Por lo tanto, no existe una longitud de onda, y no hay distribución espectral de energía no negativa, que excite solamente conos M sin excitar los conos S o L. La excitación hipotética del cono M solo correspondería a un color verdoso imaginario que cualquier verde físico, correspondiendo a un distribución espectral de energía con un poder positivo en la longitud de onda (media) y poder negativo (no físico) del verde en las longitudes de onda rojo y azul (largo y corto).

## Concepto y utilidad

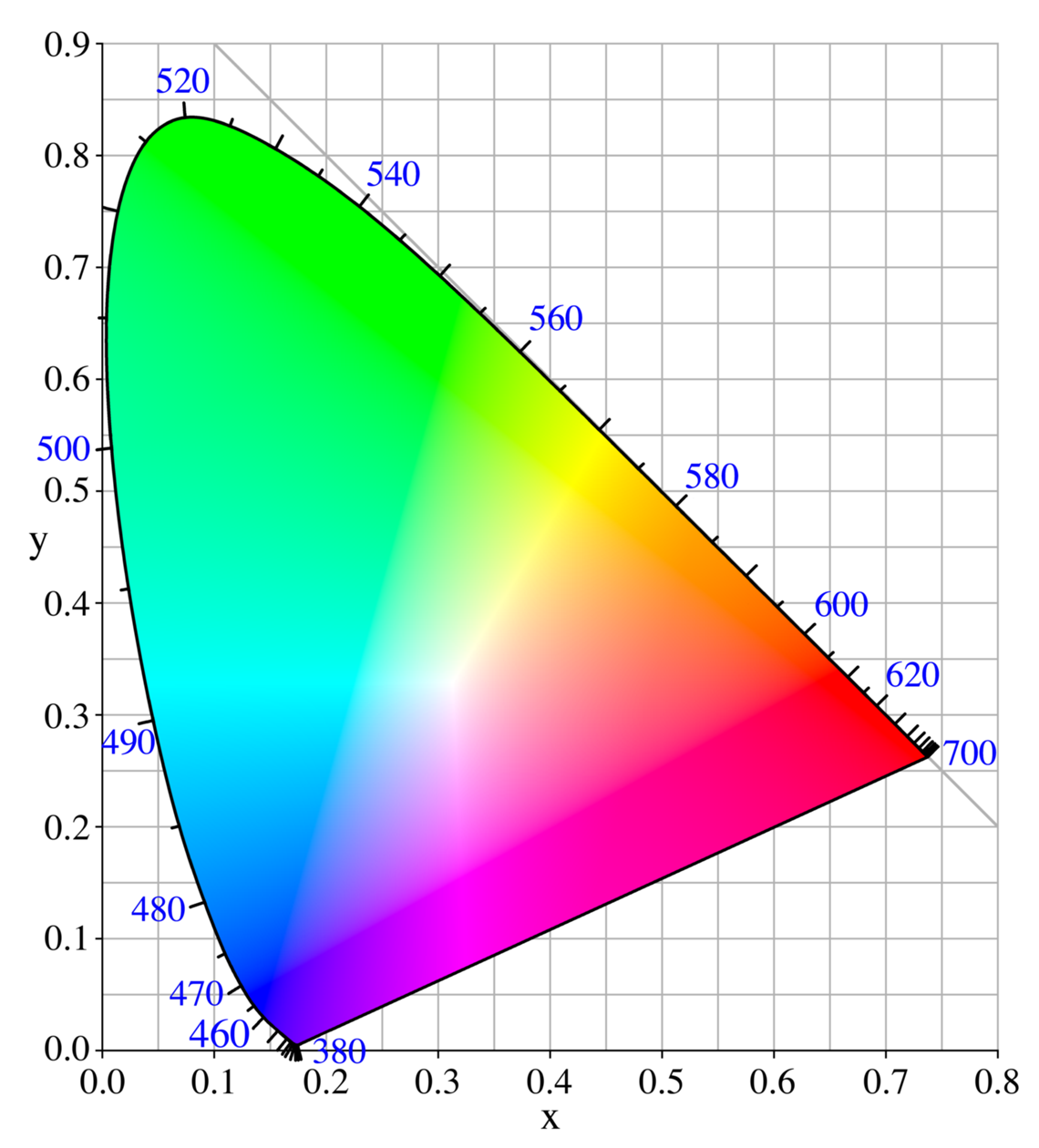
El diagrama de color CIE 1931. Las regiones blancas corresponde a los colores imaginarios.

Los colores reales son colores que pueden ser producidos por una fuente de luz física. Cualquier mezcla aditiva de dos colores reales es también un color real. Cuando los colores son representados en el diagrama del espacio de color CIE 1931 XYZ, la mezcla aditiva resulta en un color a lo largo de la línea que une los colores mezclados. Por mezcla de cualquiera de los tres colores, uno puede, por lo tanto, crear colores en el triángulo entre los tres colores —esto es llamado gama de color formada por estos tres colores, que son llamados colores primarios. Cualquier color fuera de este triángulo no puede ser obtenido. 
Cuando definimos los primarios, el objetivo es, a menudo, dejado como muchos colores en una gama posible. Ya que la región de los colores reales no está en un triángulo, no se puede recoger tres colores reales que abarquen todo la región completa. Es posible incrementando la gama eligiendo más que tres colores primarios reales, pero dado que la región de colores reales no es un polígono, allí siempre será algunos colores fuera el borde. Por lo tanto, los colores seleccionados fuera de la región de colores reales como colores primarios; en otras palabras, colores primarios imaginarios. Matemáticamente, la gama creado de esta manera contiene los tan llamados «colores imaginarios».

## Percepción de colores imaginarios
Si un verde saturado se mira hasta que los receptores verdes se fatigan y luego se mira un rojo saturado entonces se experimenta la visión de un rojo aún más intenso que cualquier rojo puro que pueda percibirse. Esto es debido a la fatiga de los receptores verdes y su consiguiente falta de capacidad para desaturar la respuesta perceptiva de la salida de los receptores de color rojo.
En Walt Disney World, Kodak diseño la acera de Epcot para ser un tinte determinado de rosa para que la hierba luzca más verde.